# Purwoasri (Metro Utara)
Purwoasri is een bestuurslaag in het regentschap Metro van de provincie Lampung, Indonesië. Purwoasri telt 3356 inwoners (volkstelling 2010).